# 염주 (식물)
염주(念珠, 학명: Coix lacryma-jobi 코익스 라크리마요비[*])는 벼과의 한해살이풀이다.

## 분포
아시아·태평양 지역에 분포한다. 동아시아(중국), 동남아시아(라오스, 말레이시아, 미얀마, 베트남, 인도네시아, 태국, 필리핀), 남아시아(네팔, 부탄, 스리랑카, 인도, 파키스탄), 오세아니아(파푸아뉴기니)가 원산지이다.

## 종내 분류군
- 율무 C. lacryma-jobi var. ma-yuen (Rom.Caill.) Stapf
- C. lacryma-jobi var. monilifer G. Watt
- C. lacryma-jobi var. stenocarpa Oliv.